# Klimenti Tsitaishvili
Klimenti Tsitaishvili (Tiflis, Georgia, 5 de enero de 1979) es un exfutbolista georgiano. Jugaba de delantero y su último equipo fue el FC Zugdidi. Es padre del también futbolista Heorhiy Tsitaishvili.

## Biografía
Klimenti Tsitaishvili empezó su carrera profesional en 1997 en el Dinamo Tbilisi. Con este equipo se proclama campeón de Liga en dos ocasiones.
Jugó en el FC Kolkheti-1913 antes de dejar su país natal. Primero se marchó a Israel para jugar con el Hapoel Ironi Rishon y luego emigró a Rusia para unirse al Chernomorets Novorossiysk. Con este equipo juega en la Liga Premier una temporada, campaña en la que el club no realiza un buen trabajo y acaba descendiendo.
Después de su etapa en Rusia Klimenti Tsitaishvili decide irse a Chipre. Allí empieza jugando en el Anorthosis, donde permanece tres temporadas y gana una Liga. Luego juega en el AEL Limassol y en el AEK Larnaca.
En 2007 regresa al Anorthosis Famagusta. Vuelve a conquistar el título de Liga en su primera temporada. Además ese verano el equipo se clasifica para la fase final de la Liga de Campeones de la UEFA, siendo el primer equipo chipriota en conseguirlo.

## Clubes
| Club                          | País    | Año       |
| ----------------------------- | ------- | --------- |
| Dinamo Tbilisi                | Georgia | 1997-2001 |
| FC Kolkheti-1913 Poti         | Georgia | 2001-2002 |
| Hapoel Ironi Rishon LeZion FC | Israel  | 2002-2003 |
| FC Chernomorets Novorossiysk  | Rusia   | 2003      |
| Anorthosis Famagusta          | Chipre  | 2003-2006 |
| AEL Limassol FC               | Chipre  | 2006      |
| AEK Larnaca                   | Chipre  | 2006-2007 |
| Anorthosis Famagusta          | Chipre  | 2007-2009 |
| Nea Salamina Famagusta        | Chipre  | 2009-2010 |
| FC Zugdidi                    | Georgia | 2014      |

## Títulos

### Títulos locales
| Título           | Club                 | País    | Año  |
| ---------------- | -------------------- | ------- | ---- |
| Umaglesi Liga    | Dinamo Tbilisi       | Georgia | 1998 |
| Umaglesi Liga    | Dinamo Tbilisi       | Georgia | 1999 |
| Primera división | Anorthosis Famagusta | Chipre  | 2005 |
| Primera división | Anorthosis Famagusta | Chipre  | 2008 |